# کنگره (فیلم ۱۹۸۸)
«کنگره» (انگلیسی: The Congress) فیلمی در ژانر مستند به کارگردانی کن برنز است که در سال ۱۹۸۹ منتشر شد.